# Борщово (Навлинский район)
Борщово — село в Навлинском районе Брянской области в составе Навлинского городского поселения.

## География
Находится в восточной части Брянской области на расстоянии приблизительно 8 км на юг по прямой от районного центра поселка Навля у железнодорожной линии Брянск-Льгов.

## История
Впервые упоминалось в 1620-х годах как вотчина Никольской церкви Брянска. С 1653 здесь упоминалось Борщовская Николаевская пустынь, в 1725 году деревянная церковь Николая Чудотворца стала приходской (не сохранилась). В середине XX века работал колхоз «Вторая пятилетка». В 1866 году здесь (село Севского уезда Орловской губернии) учтено было 76 дворов. После строительства железнодорожной линии Брянск-Льгов рядом с селом появился разъезд Девичье.

## Население
Численность населения: 434 человека (1866 год), 303 (русские 98 %) в 2002 году, 264 в 2010.